# Verka Serduchka
Andriy Mykhailovych Danylko (em ucraniano: Андрій Михайлович Данилко; Poltava, República Socialista Soviética da Ucrânia, 2 de Outubro de 1973) é um cantor ucraniano melhor conhecido pelo nome artístico Verka Serduchka (em ucraniano: Вєрка Сердючка). Como este personagem, representou a Ucrânia no Festival Eurovisão da Canção 2007 em Helsínquia, acabando em segundo lugar com a canção "Dancing Lasha Tumbai."